# Pesten (roman)
Pesten (franska originalets titel: La Peste) är en roman från 1947 av Albert Camus. Den har ofta betraktats som en av existentialismens klassiker även om Camus själv var tveksam till den beteckningen.

## Handling
Handlingen utspelar sig i staden Oran i Algeriet som drabbas av en svår pestepidemi. Romanen ställer en rad frågor om människans tillvaro och dess villkor. 
Genom berättarens, läkaren Bernard Rieux, dagboksanteckningar ges inblickar i olika personers reaktioner inför den uppkomna situationen. Några utnyttjar läget för att tjäna pengar, medan andra ägnar sig åt meningslösheter för att glömma att de är fångar i staden och kanske dödsdömda. Jesuitprästen Paneloux tror sig finna en gudomlig mening och högre rättvisa i stadens olycka och vägrar att ta emot läkarhjälp när han insjuknar. Journalisten Rambert, som av en tillfällighet befann sig i Oran när pesten bröt ut, känner sig som en neutral åskådare och beslutar att fly, men ändrar sig i sista stund. Han väljer att solidariskt bekämpa epidemin tillsammans med Rieux och Tarrou, en av organisatörerna i kampen mot pesten, vars tragiska anteckningar och reflektioner skildras innan han dör. När epidemin är över får Rieux veta att också hans hustru har avlidit på ett sanatorium. Han är helt ensam, men i hotet om att pesten när som helst kan slå till igen finner han en viss tröst i att som läkare ha hjälpt sina medmänniskor.